# سکس (کتاب)

سکس کتابی است نوشته مدونا همراه عکس‌هایی که توسط استیون مایزل گرفته شده و در سال ۱۹۹۲ توسط انتشارات وارنر بوک منتشر شد. قیمت هر نسخه از کتاب ۴۹٫۹۵ دلار بود. بر اساس اطلاعات نیویورک تایمز قبل از عرضه کتاب به بازار، در مرحله اول ۸۳۰ هزار نسخه از آن آماده عرضه بوده و در مرحله دوم ۱۲۰ هزار نسخه دیگر نیز آماده سفارش‌دهی بوده‌است. این کتاب سافت پورنوگرافی شامل صدها عکس شهوت‌برانگیز از مدونا، مدل و افراد مشهور دیگری همچون نائومی کمبل می‌شود.